# Nestor Choufrytch
Nestor Ivanovytch Choufrytch (en ukrainien : Нестор Іванович Шуфрич, né le 29 décembre 1966 à Oujhorod) est un homme d'État et député ukrainien.

## Biographie

### Carrière politique
Il a été ministre des situations d'urgence du gouvernement Azarov I.
Il fut aussi membre des IIIe, IVe, VIIe et IXe Rada d'Ukraine. En mars 2022 il est arrêté et rendu aux forces de police ukrainiennes, il avait refusé de dénoncer l'invasion à la télévision ukrainienne en février 2022.